# Aldealengua de Santa María
Aldealengua de Santa María est une commune de la province de Ségovie dans la communauté autonome de Castille-et-León en Espagne.

## Sites et patrimoine

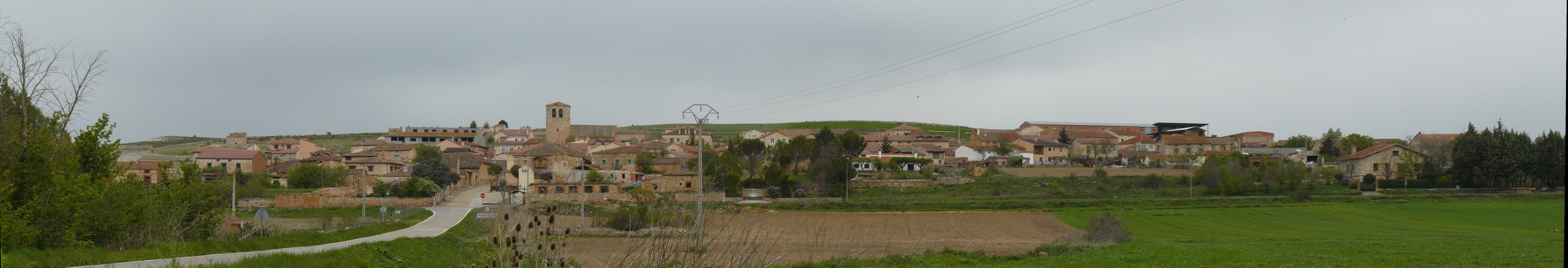
Vue panoramique du village d'Aldealengua de Santa María